# Kisbács
Kisbács (románul Baciu) az azonos nevű község központja Romániában, Kolozs megyében.

## Fekvése
Közvetlenül Kolozsvártól 8 kilométerre, a Nádas-patak bal partján. A községen át halad a Kolozsvárról Zilahra vezető országút.

## Története
A község környékén több korszakhoz tartozó régészeti leleteket tártak fel: hallstatti , La Tène-i, újkőkorszaki, bronzkori, római kori, népvándorlás kori.
A falu történelme 1090-ig nyúlik vissza, eredetileg a ma Szent Iván néven ismert határrészen helyezkedett el, és a Szentiván nevet viselte. Az 1200-as években a települést a tatárok elpusztították, ekkor a falu életben maradt lakói a mocsárban bújtak el, majd megalapították a falut a jelenlegi helyen, Bács néven. Bács első említése 1263-ből származik Baach alakban. 1417-ben Szent Ágnes tiszteletére szentelt templomról van adat. 1459-ben Hunyadi Mátyás királytól malomjogot kapott. Katolikus temploma legkésőbb a 15. században épült, de utóbb barokk stílusban átalakították. 1580-tól a jezsuiták birtoka lett. A román parasztság az 1620-as években telepedett le. A 17. században ortodox fatemplomot építettek, amely 1950-ig maradt fenn. Iskola 1787-től működik a faluban. 1994-ben a 450 főből álló református gyülekezet új templomot épített Murádin-Beyer Katalin tervei alapján.
1850-ben 813 lakosából 232 román és 508 magyar volt.

## Híres emberek
- Itt élte gyermekéveit Túros Endre (sz. 1949) magyar-francia szakos középiskolai tanár, társadalomkutató.